# Hunukitama Hunuki
Hunukitama Hunuki est un homme politique niuéen.

## Biographie
Il vit un temps en Nouvelle-Zélande, où il travaille dans l'administration du bureau aux affaires des communautés insulaires du Pacifique de la municipalité d'Auckland. Dans le même temps, il est le président fondateur d'une chaîne de radio polynésienne à Auckland, et directeur général d'une association qui assure le marketing du taro importé de Niué en Nouvelle-Zélande.

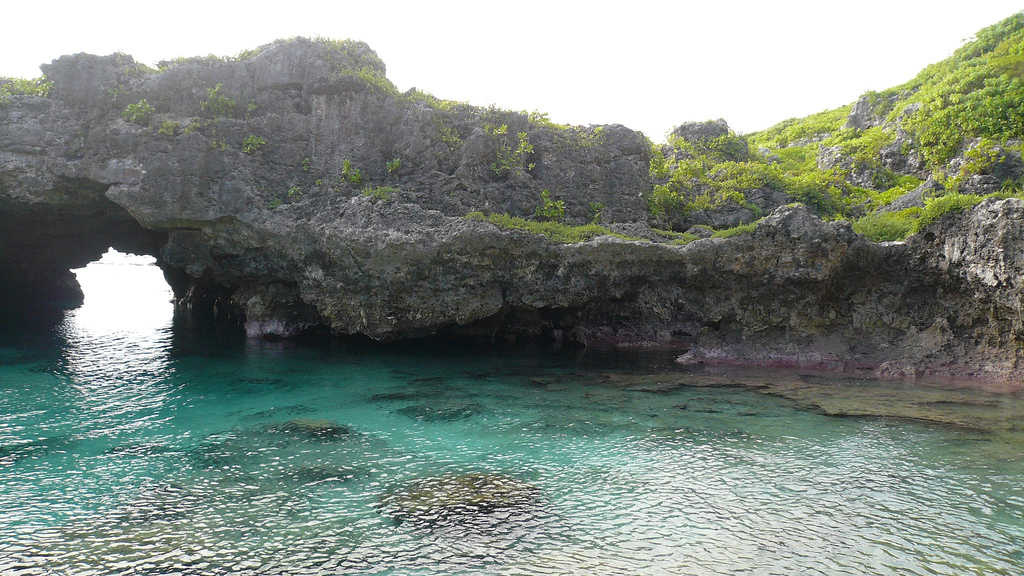
Limu Reef, lieu de la côte ouest de Niué où Hunukitama Hunuki subit la crise médicale qui aboutit à son décès.

À Niué, il se porte candidat à l'élection législative partielle d'avril 2001 qui résulte de la démission du député Hima Douglas, nommé haut commissaire (ambassadeur) de Niué en Nouvelle-Zélande. Candidat indépendant, il remporte une large victoire face au candidat du Parti du peuple niuéen au pouvoir. Il conserve son siège aux élections législatives de 2002,, et est le candidat choisi par l'opposition parlementaire pour briguer le poste de Premier ministre à la suite de ces élections. Il recueille les voix de six députés, contre quatorze pour le candidat de la majorité, Young Vivian.
En juillet 2003, il s'effondre subitement, et meurt peu après à l'hôpital à Alofi.